# Richard Pott (Botaniker)
Richard Pott (* 8. Juli 1951 in Tecklenburg) ist ein deutscher Botaniker und emeritierter Professor für Geobotanik.

## Forschung
Pott wurde im Fachbereich Biologie an der Universität Münster mit der Dissertation Die Wasser- und Sumpfvegetation eutropher Gewässer in der Westfälischen Bucht. Pflanzensoziologische und hydrochemische Untersuchungen promoviert. Er war bis zu seiner Pensionierung 2019 Leiter des Instituts für Geobotanik an der Gottfried Wilhelm Leibniz Universität Hannover. Pott hat sich neben seinen zahlreichen wissenschaftlichen Fachaufsätzen durch das Verfassen von Lehrbüchern zur allgemeinen und speziellen Geobotanik einen Namen gemacht. 2021 erhielt er den Reinhold-Tüxen-Preis der Stadt Rinteln.
Mit Kollegen der Fakultät für Landwirtschaft der Ningxia-Universität in Yinchuan, Volksrepublik China, untersuchte Pott die Möglichkeit, in einem Stadtgebiet die Belastung durch Feinstaub zu reduzieren. Für die Testreihen bei unterschiedlichen Verkehrsdichten verwendeten die Autoren gewöhnliche Pflanzen am Straßenrand. Großflächige Blätter präsentierte der Efeu (Hedera helix), während die Eibe (Taxus baccata) gewachste Nadeln bietet. Bei hohem und mittlerem Verkehrsaufkommen vermag die Eibe mehr Staubteilchen des Kalibers PM10 anzusammeln. Und die nadelblättrige Art war auch erfolgreicher, feinen Feinstaub (Kaliber PM2,5) bei hohem Verkehrsaufkommen zu binden.

## Werke (Auswahl)
- Allgemeine Geobotanik. Biogeosysteme und Biodiversität. Springer, Berlin u. a. 2005, ISBN 3-540-23058-0.
- Die Nordsee: eine Natur- und Kulturgeschichte. C.H. Beck, München 2003. ISBN 3406510302.
- Die Pflanzengesellschaften Deutschlands. Ulmer, Stuttgart 1995, ISBN 3-8252-8067-5.
- zusammen mit Joachim Hüppe, Wolfredo Wildpret de la Torre: Die Kanarischen Inseln: Natur- und Kulturlandschaften. Ulmer, Stuttgart 2003.  ISBN 3-8001-3284-2. → Beschreibt 580 Pflanzen, die meisten davon sind endemische Arten.
- zusammen mit Dominique Remy: Gewässer des Binnenlandes. Ulmer, Stuttgart 2000, ISBN 3-8001-3157-9 (Ökosysteme Mitteleuropas aus geobotanischer Sicht), (auch: ebenda 2008, ISBN 978-3-8001-1722-2).